# آني لويز كاري
آني لويز كاري (بالإنجليزية: Annie Louise Cary)‏ هي مغنية أوبرا ومغنية أمريكية، ولدت في 22 أكتوبر 1842، وتوفيت في 3 أبريل 1921.

## وصلات خارجية
- آني لويز كاري على موقع الموسوعة البريطانية (الإنجليزية)